# Космонавтика на поштових марках СРСР
Космона́втика на пошто́вих ма́рках СРСР — назва одного з розділів тематичного колекціонування знаків поштової оплати: поштових марок, кляйнбогенів (художньо оформлених малих поштових аркушів) та поштових блоків, присвячених технічному дослідженню космосу чи пов'язаних з ним подіями, введених до обігу дирекцією з видання та експедирування знаків поштової оплати Міністерства зв'язку СРСР.
Пам'ятні (комеморативні) поштові марки, присвячені темі дослідження космічного простору, емітувалися в СРСР з 1957 по 1991 рік. Знаки поштової оплати було надруковано на підприємствах Держзнаку Міністерства фінансів СРСР.

## Історія та опис
Початок космічної ери у філателії нерозривно пов'язаний з СРСР — країною, яка вперше підкорила космічний простір та випустила до обігу поштові марки, присвячені темі космосу. Початком епохи дослідження космосу слід вважати запуск на орбіту Радянським Союзом 4 жовтня 1957 року першого штучного супутника Землі, над створенням якого на чолі з основоположником практичної космонавтики С. П. Корольовим працювали вчені М. В. Келдиш, М. К. Тихонравов, Н. З. Лідоренко, В. І. Лапко, Б. С. Чекунов і багато інших. Запуск супутника під кодовою назвою — «ПС-1» (тобто «Простий Супутник-1») було здійснювано із 5-го науково-дослідного полігону міністерства оборони СРСР «Тюра-Там» (що отримав згодом відкрите найменування космодром Байконур), за допомогою ракети-носія «Супутник» (сімейства Р-7). Таким чином, радянська космічна програма була на передових позиціях, що й знайшло відображення у філателії СРСР: поштові марки СРСР відображають широкий спектр подій, пов'язаних з радянською космічною програмою. У кращих традиціях радянської філателії основний акцент зроблений на темі першості СРСР в освоєнні космічного простору, в тому числі, успішний запуск першого штучного супутника на навколоземну орбіту; політ перших тварин у космос та польотів людини по орбіті Землі:
- Юрій Гагарін на кораблі «Восток-1»;
- перший вихід людини у відкритий космічний простір — Олексій Леонов на кораблі «Восход-2»;
- перша жінка в космосі («чайка») — Валентина Терешкова на кораблі «Восток-6»;
- Місячна програма, 1959 рік та безпілотна посадка (місяцеходи);
- перша орбітальна космічна станція; а також міжпланетний зонд та численні поштові марки, мініатюри яких віддали данину іншим важливим подіям космічної тематики[4][5].

## Список комеморативних марок
Послідовність розташування елементів у таблиці відповідає номеру за офіційним каталогом марок СРСР (ЦФА), також у дужках наведено номери за каталогом «Michel» (Міхель).
| № у каталозі                                               | Зображення | Опис та джерело | Номінал, карб | Дата введення в обіг   | Тираж     | Дизайн                                                 |
| ---------------------------------------------------------- | ---------- | --- | ------------- | ---------------------- | --------- | ------------------------------------------------------ |
| № 2275 (Mi #2192)                                          |            | рос. Серия «XXI съезд Коммунистической партии Советского Союза»: Космическая ракета (Серія «XXI з'їзд Комуністичної партії Радянського Союзу»: Космічна ракета). | 1,00          | 3 січня 1959 року      | 2 000 000 | І. Левин                                               |
| № 3441 (Mi #3295)                                          |            | рос. «С Новым, 1967 годом!»: Останкинская телебашня («З Новим, 1967 роком!»: Останкінська телевежа). | 0,04          | 19 листопада 1966 року | 4 000 000 | Лесегрі: Борис Лебедєв, Леонард Сергєєв, Марк Грінберг |
| № 3850 (Mi #3725)                                          |            | рос. Серия «В. И. Ленин в произведениях советских художников; воплощение в жизнь Ленинских идей": «Покорители космоса» (Серія «В. І Ленін у творах радянських художників; втілення в життя Ленінських ідей»: «Підкорювачі космосу»).                                          | 0,04          | 1 січня 1970 року      | 4 000 000 | Олександр Дейнека, оформлення Віктор Піменов           |
| № 4766 (Mi #4661)                                          |            | рос. «С Новым, 1978 годом!»: Спутник связи «Молния» («З Новим, 1978 роком!» Супутник зв'язку «Молнія»). | 0,04          | 12 жовтня 1977 року    | 5 200 000 | Леонід Кузнєцов                                        |
| № 6306 (Mi #6185 A)                                        |            | рос. День космонавтики. 30-летие первого полёта человека в космос: «Теоретическая подготовка к полёту (1960)»: старший лейтенант Гагарин (День космонавтики. 30-річчя першого польоту людини в космос: «Теоретична підготовка до польоту (1960)»: старший лейтенант Гагарін). | 0,25          | 6 квітня 1991 року     | 2 500 000 | Герман Комлєв                                          |
| № 6307 (Mi #6186 A)                                        |            | рос. День космонавтики. 30-летие первого полёта человека в космос: «Перед стартом (1961)» (День космонавтики. 30-річчя першого польоту людини в космос: «Перед стартом (1961»).                                                                                               | 0,25          | 6 квітня 1991 року     | 2 500 000 | Герман Комлєв                                          |
| № 6308 (Mi #6187 A)                                        |            | рос. День космонавтики. 30-летие первого полёта человека в космос: «Первая зарубежная поездка. Прага (1961)»: майор Гагарин (День космонавтики. 30-річчя першого польоту людини в космос: Перша закордонна поїздка. Прага (1961): майор Гагарін).                             | 0,25          | 6 квітня 1991 року     | 2 500 000 | Герман Комлєв                                          |
| № 6309 (Mi #6188 A)                                        |            | рос. День космонавтики. 30-летие первого полёта человека в космос: «Одна из последних фотографий (1968)» (День космонавтики. 30-річчя першого польоту людини в космос: «Одна з останніх фотографій (1968)») .                                                                 | 0,25          | 6 квітня 1991 року     | 2 500 000 | Герман Комлєв                                          |
| № 6310 (Mi #6185 B) (Mi #6186 B) (Mi #6187 B) (Mi #6188 B) |            | рос. Почтовый блок «День космонавтики. 30-летие первого полёта человека в космос» (Поштовий блок: «День космонавтики. 30-річчя першого польоту людини в космос»). | 0,25          | 6 квітня 1991 року     | 1 000 000 | Герман Комлєв                                          |
| № 6311 (Mi #6185 B) (Mi #6186 B) (Mi #6187 B) (Mi #6188 B) |            | рос. Почтовый блок «День космонавтики. 30-летие первого полёта человека в космос» с надпечаткой (Поштовий блок: «День космонавтики. 30-річчя першого польоту людини в космос» із наддруком текста).                                                                           | 0,25          | 6 квітня 1991 року     | 600 000   | Герман Комлєв                                          |